# Терниченко, Аристарх Григорьевич
Аристарх Григорьевич Терниченко (укр. Аристарх Григорович Терниченко; 15 апреля 1886, Ахтырка, Харьковская губерния — 1 февраля 1927, Киев) — украинский агроном, экономист.

## Биография
Родился в 1886 году в городе Ахтырке (теперь Сумской области Украины). В 1916 году окончил сельскохозяйственное отделение Киевского политехнического института императора Александра II. Ещё будучи студентом, начал издавать первый украинский сельскохозяйственный журнал «Пашня» (был его редактором и автором большинства статей), сотрудничал в еженедельник в «Деревня» (1909—1911), выдавал сельскохозяйственные брошюры, плакат и «Календарь-народник». 1913 года вокруг «Пашни», с целью популяризировать сельскохозяйственные знания среди украинского крестьянства, под руководством Терниченко образовалось общество «Украинский агроном».
В 1917 прапорщик. Член Центральной Рады, председатель Украинского войскового комитета Румынского фронта. Избран депутатом Учредительного собрания от Румынского фронта по списку № 1 (объединенные украинские социалисты).
В эпоху УНР работал в государственных учреждениях, назначался министром земледелия. Впоследствии на административных должностях в земских учреждениях, был председателем Киевского филиала сельскохозяйственных наук, Комитета Украины и редактор его органа «Агроном» (1923—1926), также журнала «Трудовое хозяйство» (1920) и «Деревня» (1922). С 1922 года — доцент, с 1923 — профессор Ветеринарно-зоотехничного и Высшей сельскохозяйственной школы в Киеве. Умер в 1927 году. Похоронен в Киеве на Байковом кладбище.